# Leones del Ejército del Este
Los Leones del Ejército del Este (en árabe: جيش أسود الشرقية‎, romanizado: Jaysh Usud al-Sharqiya es un grupo rebelde sirio anteriormente afiliado al Frente Sur del Ejército Libre Sirio que se formó en agosto de 2014 y tiene su base en el sureste de Siria. Muchos de los combatientes del grupo son miembros de la tribu al-Shaitat de la gobernación de Deir ez-Zor. El grupo también estuvo activo en la ciudad de Damasco entre enero y julio de 2015, cuando su unidad en Damasco se fusionó con la Octava Brigada del Jaysh al-Islam. Se centró principalmente en derrotar al Estado Islámico de Irak y el Levante en el desierto del este de Siria, donde ganó el control de grandes áreas desde 2016.

## Historia
Los orígenes de los Leones del Ejército del Este se remontan a la rebelión en la gobernación de Deir ez-Zor en 2011-14, cuando varios grupos rebeldes surgieron para luchar contra el gobierno de Bashar al-Assad. Entre ellos se encontraba "Liwa Bashair al-Nasr" (traducido: "Brigada de la Victoria de las Buenas Nuevas"), fundada por Tlass al-Salama en 2012. Salama se convirtió finalmente en uno de los líderes rebeldes anti-ISIL más prominentes en la gobernación, mientras que su El grupo se hizo conocido por ayudar a los oficiales del gobierno y soldados en Deir ez-Zor a desertar llevándolos de contrabando a sus áreas de origen. Otros grupos rebeldes notables que más tarde se unieron a los Leones del Ejército del Este fueron Liwa al-Qadisiyah y Liwa Omar al-Mukhtar de Abu Kamal, y Bayariq al-Shaitat, una milicia formada por miembros de la tribu al-Shaitat. Estos grupos intentaron sin éxito resistir una ofensiva a gran escala del EIIL a mediados de 2014 que los expulsó de la gobernación de Deir ez-Zor. Muchos grupos rebeldes, entre ellos los hombres de Salama, se trasladaron luego a las montañas del este de Qalamoun. Allí, Liwa Bashair al-Nasr se fusionó con otras once facciones ex-Deir ez-Zor, formando los "Leones del Ejército del Este" bajo el liderazgo de Salama. El nombre del nuevo grupo fue elegido para mantener el vínculo de los miembros con sus áreas de origen del este. El ejército fue originalmente miembro del Frente de Autenticidad y Desarrollo. Durante unos meses en 2015, los Leones también tuvieron presencia en Guta Oriental en los suburbios de Damasco, donde Liwa Usud al-’Asima se unió a ellos y ayudó a otros rebeldes locales en la lucha contra la rama ISIL de Guta Oriental. Finalmente, Liwa Usud al-’Asima dejó los Leones del Ejército del Este y se fusionó con la 8ª Brigada del Jaysh al-Islam.
Desde su formación, el Ejército de los Leones del Este ha luchado junto a otros grupos rebeldes contra el EIIL en el desierto del sur de Siria y las montañas Qalamoun y, a pesar de los cambios, ha logrado capturar gran parte del territorio. Para ampliar su fuerza, el grupo de Salama ha reclutado tanto a hombres jóvenes de las zonas que le quitaron al EIIL como a excombatientes del EIIL que se han rendido. Según Salama, muchos combatientes del EIIL son "gente sencilla y muchos no tuvieron más remedio" que cooperar con la organización islamista. Los Leones del Ejército del Este intentan "rehabilitar" a los miembros del EIIL, y el clérigo del grupo, por ejemplo, explica a los lugareños y prisioneros por qué el EIIL no es "islámico". Sin embargo, a fines de noviembre de 2015, muchos rebeldes de los Leones del Ejército del Este se unieron al Nuevo Ejército Sirio. Un mes después, los Leones abandonaron el Frente de Autenticidad y Desarrollo, aunque continuaron manteniendo una relación cordial con él.
En junio de 2016, los Leones se unieron a una ofensiva que finalmente fracasó para capturar a Abu Kamal de ISIL. Un mes después, las posiciones del ejército cerca del cruce fronterizo de Hadalat con Jordania fueron alcanzadas por ataques aéreos de la Fuerza Aérea Rusa. Más tarde ese año ayudó a contrarrestar la ofensiva del EIIL en el este de Qalamoun, y a principios de 2017 fue parte de una campaña rebelde a gran escala durante la cual capturaron gran parte del territorio del EIIL. Dado que los Leones del Ejército del Este centran su fuerza principalmente en luchar contra ISIL, el grupo ha evitado luchar contra el gobierno sirio desde 2016, aunque sigue siendo hostil a Assad.
En abril de 2018, junto con otros grupos rebeldes en el este de Qalamoun, los combatientes de los Leones del Ejército del Este fueron evacuados a áreas ocupadas por los turcos en la gobernación de Alepo del norte, dejando así la coalición del Frente Sur.

## Ideología
El grupo parece no tener una ideología unificadora además de tener como objetivo derrocar al gobierno de Assad y derrotar a ISIL. Algunas unidades dentro del Ejército de los Leones del Este no tenían ningún compromiso ideológico antes de fusionarse en el grupo, mientras que Salama ha tratado de retratar a su propia facción como secular o al menos no islamista. Sin embargo, el analista Aron Lund ha señalado que tanto el liderazgo del grupo como algunas unidades dentro del ejército estaban cerca de los grupos salafistas moderados, incluido el Frente de Autenticidad y Desarrollo, aunque esto puede deberse en parte a la necesidad de recaudar dinero y obtener equipo. de organizaciones pro-salafistas tanto regionales como internacionales. En consecuencia, el ejército ha expresado tendencias antiiraníes, habiendo llamado al gobierno de Assad el "régimen impío de Safavid". En una entrevista en julio de 2017, Salama afirmó que las Fuerzas Democráticas Sirias y las Fuerzas Armadas Sirias son "dos caras de la misma moneda".

## Organización

### Estructura
Los Leones del Ejército del Este están dirigidos por Tlass al-Salama (también conocido como "Abu Faisal"), siendo su adjunto Abu Barzan al-Sultani. Aunque el ejército nació como una fusión de 12 facciones rebeldes, con más unidades como la Brigada de los Leones de la Sunna que se unieron más tarde, estos grupos se han integrado completamente en la organización y abandonaron sus identidades individuales. Las milicias que se han incorporado al ejército son:
- Brigada Leones de Sunna (originalmente de Deir ez-Zor, que no debe confundirse con la Brigada Leones de Sunna de Daraa)[1]
- Brigada de los Leones de los Omeyas
- Brigada Qadisiya
- Bayariq al-Shaitat
- Descendientes del Batallón Aisha bint Abi Bakr
- Batallón Abu Ubaidah ibn al-Jarrah

- Batallón Hamza
- Hijo de la Brigada al-Qaim
- Brigada Mujahid Omar Mukhtar
- Brigada Bashair al-Nasr
- Brigada Ahwaz
- Escudo de la Brigada Ummah
- Brigada de conquista
- Grupo Abd Allah ibn al-Zubayr
- Comandos de la Brigada del Desierto (antiguo, desertó al ejército sirio)[2]
- Leones de la Brigada Asima (antes, luego se unió a la 8ª Brigada del Jaysh al-Islam)

Los Leones del Ejército del Este dividen sus operaciones en dos sectores, uno para el este de Qalamoun y otro para el desierto. En agosto de 2017, alrededor de 100 combatientes del grupo quedaron en el este de Qalamoun, rodeados por fuerzas gubernamentales.
Desde su formación, el grupo ha intentado adaptarse a la guerra en el desierto, y su comandante señaló las grandes dificultades para controlar el territorio y organizar la logística en el desierto sirio. Los combatientes de los Leones del Este son entrenados y pagados con un salario de $ 150 por mes por el Centro de Operaciones Militares (MOC) con sede en Amán, Jordania.

### Equipo
Los miembros del ejército utilizan principalmente variantes AK y PK como armas pequeñas. Junto con las ametralladoras Goriunov SG-43 / SGM y al menos una ametralladora ligera M249, también operan ampliamente técnicas para el transporte y como vehículos de combate improvisados. Los Leones del Este también poseen varios tanques T-55, así como un T-62, mientras utilizan cañones antiaéreos AZP S-60 y ametralladoras pesadas DSHK junto con varios lanzacohetes ZU-23-2 y BM-21 como artillería improvisada, junto con 2 M-63 Plamen. Además, el grupo capturó misiles BGM-71 TOW de fabricación estadounidense y rifles de asalto M-16 de ISIL en las montañas del este de Qalamoun, pero desde 2016 también ha recibido TOW directamente de los Estados Unidos. Junto con al menos 1 9m113, Konkurs tiene ATGM. El grupo recibe equipo y municiones de la "Sala de Operaciones al-Muk" con sede en Jordania, aunque el mismo mes se suspendió un programa de la CIA para apoyarlo a él ya otros grupos rebeldes.